# Gishirō Maruyama
Gishirō Maruyama (丸山 儀四郎, Maruyama Gishirō, 4 avril 1916 – 5 juillet 1986) est un mathématicien japonais, connu pour ses contributions dans le domaine des processus stochastiques. La méthode d'Euler–Maruyama qui permet la résolution numérique d’équations différentielles stochastiques porte son nom.

## Source de la traduction
- (en) Cet article est partiellement ou en totalité issu de l’article de Wikipédia en anglais intitulé « Gisiro Maruyama » (voir la liste des auteurs).